# Gmina Skanderborg (1970–2006)
Gmina Skanderborg (duń. Skanderborg Kommune) – w latach 1970–2006 (włącznie) jedna z gmin w Danii w ówczesnym okręgu Århus Amt. 
Siedzibą władz gminy było miasto Skanderborg. 
Gmina Skanderborg została utworzona 1 kwietnia 1970 na mocy reformy podziału administracyjnego Danii. Po kolejnej reformie w 2007 r. weszła w skład nowej gminy Skanderborg.
W gminie tej znajdował się Yding Skovhøj –  najwyższy punkt w Danii.

## Dane liczbowe
- Liczba ludności: (♀ 11 073 + ♂ 11 171) = 22 244
  - wiek 0-6: 10,3%
  - wiek 7-16: 14,2%
  - wiek 17-66: 65,4%
  - wiek 67+: 10,1%
- zagęszczenie ludności: 155,6 osób/km²
- bezrobocie: 4,0% osób w wieku 17-66 lat
- cudzoziemcy z UE, Skandynawii i USA: 90 na 10 000 osób
- cudzoziemcy z krajów Trzeciego Świata: 236 na 10 000 osób
- liczba szkół podstawowych: 6 (liczba klas: 126)